# Roquetoire
Roquetoire là một xã trong tỉnh Pas-de-Calais, vùng Hauts-de-France, Pháp.

## Địa lý
Roquetoire có cự ly 12 km về phía đông nam Saint-Omer tại giao lộ của các tuyến đường D195 và đường D187.

## Dân số
| 1962                                                              | 1968 | 1975 | 1982 | 1990 | 1999 | 2006 |
| ----------------------------------------------------------------- | ---- | ---- | ---- | ---- | ---- | ---- |
| 1067                                                              | 1078 | 1148 | 1351 | 1571 | 1621 | 1764 |
| Số liệu điều tra dân số tính từ năm 1962, dân số chỉ tính một lần |      |      |      |      |      |      |

## Địa điểm nổi bật
- Nhà thờ St.Michel, thế kỷ 19.
- Lâu đài thế kỷ 18 La Morande.